# Liste der tschechischen Meister im alpinen Skisport

Logo des Tschechischen Skiverbandes (Svaz lyžařů České republiky)

Die Liste der tschechischen Meister im alpinen Skisport listet alle Sportler und Sportlerinnen auf, die einen tschechischen Meistertitel in einer Disziplin des alpinen Skisports seit der Staatsgründung Tschechiens am 1. Januar 1993 gewannen. Tschechische Meistertitel werden seit Beginn in den Disziplinen Slalom, Riesenslalom, Super-G vergeben, seit 2008 in der Kombination und seit 2018 in der Abfahrt.
Bis 2020 gewannen insgesamt 20 Herren und 23 Damen mindestens einen Titel, wobei 13 Herren und 12 Damen mehr als eine Meisterschaft gewannen. Die Rekordsieger sind Lucie Hrstková, die von 1997 bis 2010 insgesamt 14-mal Tschechische Meisterin wurde, und Kryštof Krýzl, der von 2009 bis 2017 insgesamt 15 Titel gewann. Krýzl hält zudem den Rekord an Disziplinensiegen mit acht gewonnenen Slaloms. Bei den Damen erzielte Hrstková mit jeweils sechs Siegen im Riesenslalom die meisten Erfolge in einer Disziplin.

## Herren
| Jahr | Abfahrt           | Super-G           | Riesenslalom      | Slalom            | Kombination       |
| ---- | ----------------- | ----------------- | ----------------- | ----------------- | ----------------- |
| 1993 | –                 | nicht ausgetragen | Borek Mudroch     | Borek Mudroch     |                   |
| 1994 | –                 | Jan Holický       | Martin Vokatý     | Martin Tichý      |                   |
| 1995 | –                 | nicht ausgetragen | Borek Zakouřil    | Jan Samohel       |                   |
| 1996 | –                 | Borek Zakouřil    | Jan Samohel       | David Horáček     |                   |
| 1997 | –                 | nicht ausgetragen | Jan Holický       | Borek Zakouřil    |                   |
| 1998 | –                 | Tomáš Kraus       | Tomáš Kraus       | Tomáš Kraus       |                   |
| 1999 | –                 | nicht ausgetragen | Tomáš Kraus       | Tomáš Kraus       |                   |
| 2000 | –                 | nicht ausgetragen | Borek Zakouřil    | Marcel Maxa       |                   |
| 2001 | –                 | Jan Holický       | Borek Zakouřil    | Ondřej Bank       |                   |
| 2002 | –                 | Jan Holický       | Petr Záhrobský    | Stanley Hayer     |                   |
| 2003 | –                 | Petr Záhrobský    | Ondřej Bank       | Ondřej Bank       |                   |
| 2004 | –                 | nicht ausgetragen | Ondřej Bank       | Ondřej Bank       |                   |
| 2005 | –                 | nicht ausgetragen | Petr Záhrobský    | Martin Vráblík    |                   |
| 2006 | –                 | Petr Záhrobský    | Ondřej Bank       | Ondřej Bank       |                   |
| 2007 | –                 | nicht ausgetragen | Petr Záhrobský    | Filip Trejbal     |                   |
| 2008 | –                 | Martin Vráblík    | Martin Vráblík    | Filip Trejbal     | Martin Vráblík    |
| 2009 | –                 | Kryštof Krýzl     | Petr Záhrobský    | Kryštof Krýzl     | Kryštof Krýzl     |
| 2010 | –                 | Ondřej Bank       | Ondřej Bank       | Ondřej Bank       | Ondřej Bank       |
| 2011 | –                 | Petr Záhrobský    | Ondřej Bank       | Kryštof Krýzl     | Ondřej Bank       |
| 2012 | –                 | Martin Vráblík    | Kryštof Krýzl     | Kryštof Krýzl     | Kryštof Krýzl     |
| 2013 | –                 | Ondřej Berndt     | Kryštof Krýzl     | Kryštof Krýzl     | Ondřej Berndt     |
| 2014 | –                 | nicht ausgetragen | nicht ausgetragen | Kryštof Krýzl     | nicht ausgetragen |
| 2015 | –                 | nicht ausgetragen | Adam Kotzmann     | Kryštof Krýzl     | nicht ausgetragen |
| 2016 | –                 | nicht ausgetragen | Kryštof Krýzl     | Kryštof Krýzl     | nicht ausgetragen |
| 2017 | –                 | nicht ausgetragen | Kryštof Krýzl     | Kryštof Krýzl     | nicht ausgetragen |
| 2018 | Ondřej Berndt     | Tomáš Klinský     | Adam Kotzmann     | Ondřej Berndt     | Filip Forejtek    |
| 2019 | Ondřej Berndt     | Ondřej Berndt     | Ondřej Berndt     | Ondřej Berndt     | Ondřej Berndt     |
| 2020 | nicht ausgetragen | Jan Zabystřan     | nicht ausgetragen | nicht ausgetragen | Jan Zabystřan     |

## Damen
| Jahr | Abfahrt             | Super-G           | Riesenslalom        | Slalom              | Kombination         |
| ---- | ------------------- | ----------------- | ------------------- | ------------------- | ------------------- |
| 1993 | –                   | nicht ausgetragen | Eva Erlebachová     | Eva Peterková       |                     |
| 1994 | –                   | Eva Erlebachová   | Kateřina Tichá      | Kateřina Tichá      |                     |
| 1995 | –                   | nicht ausgetragen | Karolína Šedová     | Eva Kurfürstová     |                     |
| 1996 | –                   | Petra Zakouřilová | Karolína Šedová     | Kateřina Tichá      |                     |
| 1997 | –                   | nicht ausgetragen | Lucie Hrstková      | Petra Zakouřilová   |                     |
| 1998 | –                   | Lucie Hrstková    | Lucie Hrstková      | Eva Kurfürstová     |                     |
| 1999 | –                   | nicht ausgetragen | Eva Kurfürstová     | Eva Kurfürstová     |                     |
| 2000 | –                   | nicht ausgetragen | Lucie Hrstková      | Eva Kurfürstová     |                     |
| 2001 | –                   | Lucie Hrstková    | Lucie Hrstková      | Petra Zakouřilová   |                     |
| 2002 | –                   | Lucie Hrstková    | Eva Kurfürstová     | Šárka Strachová     |                     |
| 2003 | –                   | Šárka Strachová   | Šárka Strachová     | Šárka Strachová     |                     |
| 2004 | –                   | nicht ausgetragen | Šárka Strachová     | Šárka Strachová     |                     |
| 2005 | –                   | nicht ausgetragen | Šárka Strachová     | Šárka Strachová     |                     |
| 2006 | –                   | Šárka Strachová   | Petra Zakouřilová   | Petra Zakouřilová   |                     |
| 2007 | –                   | nicht ausgetragen | Lucie Hrstková      | Lucie Hrstková      |                     |
| 2008 | –                   | Klára Křížová     | Petra Zakouřilová   | Eva Sochorová       | Klára Křížová       |
| 2009 | –                   | Andrea Zemanová   | Lucie Hrstková      | Lucie Hrstková      | Lucie Hrstková      |
| 2010 | –                   | Lucie Hrstková    | Kateřina Pauláthová | Lucie Hrstková      | Kateřina Pauláthová |
| 2011 | –                   | Andrea Zemanová   | Kateřina Pauláthová | Eva Kurfürstová     | Karolína Kloučková  |
| 2012 | –                   | Klára Křížová     | Kateřina Pauláthová | Michaela Smutná     | Klára Křížová       |
| 2013 | –                   | Klára Křížová     | Kateřina Pauláthová | Kateřina Pauláthová | Kateřina Pauláthová |
| 2014 | –                   | nicht ausgetragen | nicht ausgetragen   | Martina Dubovská    | nicht ausgetragen   |
| 2015 | –                   | nicht ausgetragen | Karolina Kloučková  | Michaela Smutná     | nicht ausgetragen   |
| 2016 | –                   | nicht ausgetragen | Martina Dubovská    | Kateřina Pauláthová | nicht ausgetragen   |
| 2017 | –                   | nicht ausgetragen | Kateřina Pauláthová | Martina Dubovská    | nicht ausgetragen   |
| 2018 | Kateřina Pauláthová | Klára Kašparová   | Gabriela Capová     | Martina Dubovská    | Petra Kotrlová      |
| 2019 | Klára Pospíšilová   | Tereza Nova       | Klára Gašparíková   | Tereza Kmochová     | Klára Pospíšilová   |
| 2020 | nicht ausgetragen   | Klára Pospíšilová | nicht ausgetragen   | nicht ausgetragen   | Tereza Kmochová     |

## Statistik der Titelgewinner
- Platz: Reihenfolge der Sportler, bestimmt durch die Anzahl der gewonnenen Titel. Bei gleicher Anzahl wird alphabetisch sortiert.
- Name: Name des Sportlers.
- Von: Das Jahr, in dem der Sportler das erste Mal Meister wurde.
- Bis: Das Jahr, in dem der Sportler zum letzten Mal Meister wurde.
- AB: Anzahl der Meistertitel in der Abfahrt.
- SG: Anzahl der Meistertitel im Super-G.
- RS: Anzahl der Meistertitel im Riesenslalom.
- SL: Anzahl der Meistertitel im Slalom.
- SK: Anzahl der Meistertitel in der Super-Kombination.
- Gesamt: Summe aller gewonnenen Meistertitel.

### Herren
| Platz | Name           | Von  | Bis  | AB | SG | RS | SL | SK | Gesamt |
| ----- | -------------- | ---- | ---- | -- | -- | -- | -- | -- | ------ |
| 01.   | Kryštof Krýzl  | 2009 | 2017 | 0  | 1  | 4  | 8  | 2  | 15     |
| 02.   | Ondřej Bank    | 2001 | 2011 | 0  | 1  | 5  | 5  | 2  | 13     |
| 03.   | Ondřej Berndt  | 2013 | 2019 | 2  | 2  | 1  | 2  | 2  | 9      |
| 04.   | Petr Záhrobský | 2002 | 2011 | 0  | 3  | 4  | 0  | 0  | 7      |
| 05.   | Tomáš Kraus    | 1998 | 1999 | 0  | 1  | 2  | 2  | 0  | 5      |
| 05.   | Martin Vráblík | 2005 | 2012 | 0  | 2  | 1  | 1  | 1  | 5      |
| 05.   | Borek Zakouřil | 1995 | 2001 | 0  | 1  | 3  | 1  | 0  | 5      |
| 08.   | Jan Holický    | 1994 | 2002 | 0  | 3  | 1  | 0  | 0  | 4      |
| 09.   | Adam Kotzmann  | 2015 | 2018 | 0  | 0  | 2  | 0  | 0  | 2      |
| 09.   | Borek Mudroch  | 1993 | 1993 | 0  | 0  | 1  | 1  | 0  | 2      |
| 09.   | Jan Samohel    | 1995 | 1996 | 0  | 0  | 1  | 1  | 0  | 2      |
| 09.   | Filip Trejbal  | 2007 | 2008 | 0  | 0  | 0  | 2  | 0  | 2      |
| 09.   | Jan Zabystřan  | 2020 | 2020 | 0  | 1  | 0  | 0  | 1  | 2      |

### Damen
| Platz | Name                | Von  | Bis  | AB | SG | RS | SL | SK | Gesamt |
| ----- | ------------------- | ---- | ---- | -- | -- | -- | -- | -- | ------ |
| 01.   | Lucie Hrstková      | 1997 | 2010 | 0  | 4  | 6  | 3  | 1  | 14     |
| 02.   | Kateřina Pauláthová | 2010 | 2018 | 1  | 0  | 5  | 2  | 2  | 10     |
| 03.   | Šárka Strachová     | 2002 | 2006 | 0  | 2  | 3  | 4  | 0  | 9      |
| 04.   | Eva Kurfürstová     | 1995 | 2011 | 0  | 0  | 2  | 5  | 0  | 7      |
| 05.   | Petra Zakouřilová   | 1996 | 2008 | 0  | 1  | 2  | 3  | 0  | 6      |
| 06.   | Klára Křížová       | 2008 | 2013 | 0  | 3  | 0  | 0  | 2  | 5      |
| 07.   | Martina Dubovská    | 2014 | 2018 | 0  | 0  | 1  | 3  | 0  | 4      |
| 08.   | Klára Pospíšilová   | 2019 | 2020 | 1  | 1  | 0  | 0  | 1  | 3      |
| 08.   | Kateřina Tichá      | 1994 | 1996 | 0  | 0  | 1  | 2  | 0  | 3      |
| 10.   | Eva Erlebachová     | 1993 | 1994 | 0  | 1  | 1  | 0  | 0  | 2      |
| 10.   | Karolína Kloučková  | 2011 | 2015 | 0  | 0  | 1  | 0  | 1  | 2      |
| 10.   | Tereza Kmochová     | 2019 | 2020 | 0  | 0  | 0  | 1  | 1  | 2      |
| 10.   | Karolína Šedová     | 1995 | 1996 | 0  | 0  | 2  | 0  | 0  | 2      |
| 10.   | Michaela Smutná     | 2012 | 2015 | 0  | 0  | 0  | 2  | 0  | 2      |
| 10.   | Andrea Zemanová     | 2009 | 2011 | 0  | 2  | 0  | 0  | 0  | 2      |